# مرکز تحقیقات راه، مسکن و شهرسازی
اندیشه ایجاد یک مرکز تحقیقاتی تحت عنوان «مرکز تحقیقات راه، مسکن و شهرسازی» در قالب پروژه عمرانی سازمان ملل متحد «UNDP» از سال ۱۳۵۰ شکل گرفت و تا سال ۱۳۵۲ که مرکز رسماً فعالیت خود را آغاز نمود، وظیفه تحقیق و پژوهش در زمینه ساختمان و مسکن، توسط «دفتر مطالعات و معیارهای ساختمانی» وزارت مسکن و شهرسازی وقت به انجام می‌رسید. اساسنامه پیشنهادی مرکز در سال ۱۳۵۶، به تصویب مجلسین وقت رسید و از آن زمان، مرکز دارای شخصیت سازمانی مستقل گردید و به عنوان یکی از سازمان‌های وابسته به وزارت مسکن و شهرسازی به وظایف تعیین شده در اساسنامه مبادرت نمود.
در بهمن ماه سال ۱۳۹۰ و در پی تشکیل وزارت راه و شهرسازی از محل ادغام دو وزارتخانه «راه و ترابری» و «مسکن و شهرسازی» سابق، کلیه مراکز آموزشی و پژوهشی وزارتخانه‌های یاد شده شامل مرکز مطالعاتی و تحقیقاتی شهرسازی و معماری، پژوهشکده حمل و نقل، مؤسسه قیر و آسفالت در مرکز تحقیقات ساختمان و مسکن ادغام و از سال ۱۳۹۱ پس از تغییر نام، تحت عنوان «مرکز تحقیقات راه، مسکن و شهرسازی» فعالیت می‌نماید.
مرکز تحقیقات راه، مسکن و شهرسازی با بیش از ۴۰ سال فعالیت تحقیقاتی، در حال حاضر یکی از معتبرترین مراجع علمی و پژوهشی کشور است که به منظور تحقق و گسترش وظایف پژوهشی و آموزشی وزارت راه و شهرسازی و نیز کمک به رفع بخشی از نیازهای پژوهشی و آموزشی کشور در حوزه‌های حمل و نقل، راه، ساختمان و مسکن و معماری و شهرسازی ایجاد شده‌است.
این مرکز در قالب سه معاونت «تحقیقات و فناوری»، «آموزش و توسعه فناوری»، «توسعه مدیریت و منابع»، چهار حوزه پژوهشی «ساختمان و ابنیه فنی»، «حمل و نقل»، «معماری و شهرسازی» و «اقتصاد و مالی» و ۲۵ بخش تحقیقاتی شامل مهندسی سازه و ابنیه فنی، مصالح و فراورده‌های راه و ساختمان، فناوری بتن، زلزله‌شناسی مهندسی و خطرپذیری، شبکه ملی شتابنگاری، ژئوتکنیک و زیرساخت، تأسیسات مکانیکی و الکتریکی، مهندسی آتش، انرژی، آکوستیک و نور، حمل و نقل هوایی، حمل و نقل دریایی، حمل و نقل ریلی، مهندسی راه و روسازی، لجستیک و مدیریت سیستم‌ها و بحران، برنامه‌ریزی و توسعه حمل و نقل، ایمنی حمل و نقل، قیر و آسفالت، معماری و طراحی محیط، مطالعات بنیادی، مسکن و سیستم‌های ساختمانی، مطالعات اجتماعی و توسعه پایدار، برنامه‌ریزی و طراحی شهری، اقتصاد حمل و نقل و اقتصاد و مالی مسکن و شهری شکل گرفته‌است.

## اهداف
- زمینه‌سازی برای متمرکز ساختن، هماهنگ‌ کردن و اجرای طرح‌های پژوهشی در حوزه ساختمان و مسکن، معماری و شهرسازی، مصالح و روش‌های ساختمانی و حمل و نقل و تهیه ضوابط و مقررات، دستورالعمل‌ها و استانداردهای مربوط به آنها
- توسعه و گسترش پژوهش در زمینه فناوری اطلاعات ساختمان و مسکن، معماری و شهرسازی و حمل و نقل برای دستیابی به کارآمدترین شیوه‌های نوین فناوری و توزیع داده‌ها و اطلاعات مورد نیاز کشور و ایجاد نظام اطلاعاتی مناسب در این زمینه
- ارتقای کیفیت در امور ساختمان و مسکن، معماری و شهرسازی، خطر زلزله و حمل و نقل از طریق انجام طرح‌های پژوهشی کاربردی و تدوین ضوابط، دستورالعمل‌ها، آیین‌نامه‌ها و استانداردهای مورد نیاز
- ترویج و انتشار نتایج و دستاوردهای حاصل از فعالیت‌های مرکز به منظور ارتقای علمی جامعه مهندسی در زمینه‌های فوق

## وظایف
- بررسی کیفی و کمی مصالح ساختمانی سنتی به منظور شناخت خواص مکانیکی و فیزیکی مصالح مذکور برای استفاده بهتر و اقتصادی‌تر در ساختمان‌های روستایی و شهری؛ همچنین مطالعه و اظهار نظر دربارهٔ کاربرد مصالح ساختمانی جدید که قبلاً در کشور وجود نداشته یا مورد استفاده نبوده‌است؛

- تحقیق و پژوهش در مورد خطر زلزله، ساختگاه و کاهش خطرپذیری لرزه‌ای؛

- مطالعه و تحقیق به منظور تهیه و تدوین استانداردها، معیارها، ضوابط و آیین‌نامه‌های علمی، فنی و اجرایی مربوط به ساختمان و مسکن و مهندسی ژئوتکنیک با توجه به شرایط اقلیمی، اجتماعی و فیزیکی با همکاری سازمان استاندارد و تحقیقات صنعتی و پیشنهاد آن‌ها برای تصویب مراجع مربوط؛

- بررسی مشکلات مربوط به روش‌های موجود ساخت و ساز و تجزیه و تحلیل هزینه ساختمان و اجزای متشکله آن به منظور یافتن روش‌های مختلف جهت احداث ساختمان‌های مورد اطمینان با صرف هزینه کمتر؛

- مطالعه و تحقیق دربارهٔ طراحی و مقاوم‌سازی ساختمان‌ها در برابر حوادث طبیعی نظیر زلزله، سیل، طوفان، لغزش لایه‌های زمین، باد و سایر عوامل مخرب نظیر انفجار؛

- بررسی و اظهار نظر در مورد ساختمان‌های صنعتی و پیش‌ساخته یا پیش‌سازی قطعات ساختمانی و روش‌های تولید آنها؛

- بررسی شیوه‌های مدیریت ساختمانی به منظور انتخاب و ارائه شیوه‌های مناسب برای بالا بردن بازدهی تولید ساختمان و مسکن؛

- بررسی شرایط محلی نقاط مختلف کشور اعم از شرایط فیزیکی (مخاطرات طبیعی، آب و هوا و شرایط جغرافیایی و غیره) و شرایط اجتماعی و اقتصادی به منظور استفاده در تحقیقات ساختمانی و مهندسی محیط؛

- بررسی و ارزشیابی روش‌های ساختمانی احداث مسکن در خانه‌سازی شهری و روستایی در مناطق مختلف کشور به منظور معرفی الگوهای مسکن نمونه؛

- کنترل، نگهداری و توسعه کمی و کیفی شبکه شتابنگاری کشور به منظور ثبت و پایش زمین لرزه‌های کشور، گردآوری شتابنگاشت‌ها و اطلاعات حاصل از حرکات قوی زمین و تهیه بانک اطلاعات شتابنگاشتی مورد نیاز کلیه کارهای پژوهشی مهندسی زلزله و زلزله‌شناسی مهندسی و همچنین استفاده در تدوین دستورالعمل‌ها، آیین‌نامه‌ها و مقررات ملی مرتبط با زلزله و استاندارد ۲۸۰۰ ایران؛

- بررسی جامع در خصوص مدیریت مصرف انرژی در بخش ساختمان و ارائه الگوها و راهکارهای مناسب؛

- تحقیق، مطالعه، طرح و ارائه نظر، ایده و روش‌های جدید ساخت و ساز و تولید مصالح که تاکنون در کشور وجود نداشته یا مورد استفاده نبوده‌است؛

- انجام مطالعات ریزپهنه‌بندی و ژئوتکنیک و همچنین مصالح خاکی و سنگی برای شناخت و بهسازی خاک، رفتار استاتیکی و دینامیکی برای انجام فعالیت‌های مربوط به راه، مسکن و شهرسازی؛

- بررسی جامع عرضه، تقاضا و مدیریت مصرف انرژی کشور در بخش حمل و نقل و ارائه الگو و راهکارهای مناسب؛

- مطالعه، بررسی و تطبیق زیرساخت‌ها با ناوگان ترابری کشور؛

- تحقیق و پژوهش در زمینه کاهش خطرپذیری لرزه‌ای مؤلفه‌های متنوع حمل و نقل شامل راه‌ها، راه‌آهن، پل‌ها و تونل‌ها، فرودگاه‌ها و بنادر و سایر موارد مرتبط؛

- بررسی و ارزشیابی اقتصادی ترانزیت کالا و ارائه راهبردهای اصلاحی و طرح‌ها و پروژه‌های بخش حمل و نقل کشور؛

- تهیه و تدوین ضوابط و معیارهای ایمنی، استانداردها، آیین‌نامه‌ها و ضوابط فنی و دستورالعمل‌ها، تعیین خط مشی‌های اجرایی متناسب با برنامه‌های راهبردی و مقتضیات و اولویت‌های مقرر مرتبط با صنعت حمل و نقل؛

- تحقیق و بررسی در مسائل مربوط به روش‌های طراحی، ساخت، بهره‌برداری و نگهداری زیرساخت‌های حمل و نقل از قبیل مشخصات فنی و هندسی، روش‌های اجرایی، مصالح مصرفی و …؛

- مطالعه و بررسی روش‌ها و سامانه‌های مدیریت ساخت، نگهداری و بهره‌برداری زیرساخت‌های حمل و نقل و شبکه ارتباطی کشور به منظور بهینه‌سازی امر جابه‌جایی کالا و مسافر و افزایش ایمنی و راحتی عبور و مرور؛

- تهیه و تنظیم ضوابط و معیارهای لازم در جذب و توسعه فناوری‌های حمل و نقل به منظور انتقال فناوری‌های مناسب به زیربخش‌ها؛

- تحقیق و پژوهش بنیادی و کاربردی به منظور تدوین و ترویج الگوهای شهرسازی و معماری اسلامی- ایرانی؛

- تحقیق و بررسی به منظور تهیه ضوابط، معیارها و آیین‌نامه‌های مربوط به چگونگی تهیه و اجرای طرح‌ها و برنامه‌های شهرسازی در سطوح ملی، منطقه‌ای، ناحیه‌ای و محلی و پیشنهاد آن به مراجع ذی‌ربط جهت تصویب؛

- تحقیق و بررسی به منظور شهرسازی ایمن و پیشرفته با توجه ویژه به مخاطرات لرزه‌ای و اقلیمی و زیست‌محیطی؛

- تحقیق و بررسی در زمینه دوره‌های مختلف شهرسازی و معماری سنتی و ملی ایران به ویژه در دوره‌های بعد از اسلام و معرفی اصول و قواعد قابل تعمیم و تلفیق آن، با در نظر گرفتن روش‌های نوین علمی و فنی برای یافتن شیوه‌های اصولی و مناسب برنامه‌ریزی و طراحی شهری و معماری در مناطق کشور؛

- تحقیق و بررسی در زمینه معماری مسجد و جایگاه آن در شهرسازی اسلامی و انجام اقدام‌های لازم در خصوص طراحی مناسب برای مساجد و تحول اساسی در این امر.

- انتشار کتاب‌ها، گزارش‌ها، مجلات علمی و فنی و خدمات نرم‌افزاری تخصصی مربوط به حوزه وظایف مرکز و انتشار مجموعه‌های فنی در این خصوص؛

- برگزاری کنفرانس، سمینار، همایش، کارگاه‌ها و دوره‌های آموزشی تخصصی (داخل و خارج از کشور) با همکاری سازمان‌های مربوط و با رعایت قوانین و مقررات؛

- برگزاری دوره‌های آموزشی تخصصی بر اساس آخرین یافته‌های پژوهشی، به منظور ارتقای سطح دانش فنی و اجرایی جامعه مهندسین و فعالان صنعت راه، مسکن و شهرسازی و دست‌اندرکاران حوزه شهرسازی و معماری؛

- تجاری‌سازی نتایج و دستاوردهای حاصل از فعالیت‌های پژوهشی مرکز و تبدیل این دستاوردها به محصولات تجاری و قابل استفاده در صنعت؛

- بررسی و شناسایی نیازهای پژوهشی کشور در زمینه ساختمان و مسکن، معماری و شهرسازی و حمل و نقل؛

- ایجاد بانک جامع اطلاعات و مدارک فنی در زمینه ساختمان و مسکن، زلزله، ژئوتکنیک، مصالح، معماری و شهرسازی و صنعت حمل و نقل؛

- انجام آزمایش‌های فنی و ارائه خدمات تحقیقاتی، صدور گواهینامه‌ها و تأییدیه‌های فنی بر اساس بررسی‌ها و ارزیابی‌های انجام شده در مورد مصالح، روش‌ها و فراورده‌های ساختمانی و راهسازی و لوازم تأسیساتی جدید برای متقاضیان حقوقی و حقیقی در مقابل دریافت حق‌الزحمه؛

- همکاری پژوهشی با دانشگاه‌ها و موسسات تحقیقاتی مشابه داخل و خارج از کشور به منظور ارتقای کیفیت فعالیت‌های پژوهشی با رعایت قوانین و مقررات مربوطه؛

- اجرای طرح‌های پژوهشی، کاربردی و توسعه‌ای به منظور تحقق اهداف ذکر شده؛

- تربیت نیروی متخصص از طریق برگزاری دوره‌های کاردانی، کارشناسی، کارشناسی ارشد و دکتری در زمینه فعالیت‌های مرکز؛

- آموزش مدیران، مهندسان، تکنسین‌ها و کارگران فنی و سایر دست‌اندرکاران صنعت راه، مسکن و شهرسازی؛

- برگزاری نمایشگاه‌های صنعت ساختمان، شهرسازی و صنعت حمل و نقل در کشور با همکاری سازمان‌های مربوطه؛

- ارائه خدمات کارشناسی، مشاوره‌ای و مطالعاتی فنی و تخصصی به کلیه متقاضیان (اعم از حقیقی و حقوقی) در زمینه‌های برنامه‌های راهسازی، شهرسازی و حمل و نقل، مصالح و تولیدات ساختمانی متناسب با نیازهای کشور؛

- اجرای دوره‌های کوتاه مدت و پودمانی مرتبط با رعایت قوانین و مقررات؛

- انجام هر گونه فعالیت و ارائه خدمات مرتبط با اهداف و وظایف مرکز از محل درآمدهای مرکز؛

- اجرای نمونه‌های آزمایشی سیستم‌های نوین و بومی راهسازی و ساخت راه‌آهن و ساختمان به منظور بررسی استانداردها، ضوابط، مقررات و دستورالعمل‌ها جهت کاربردی کردن آن‌ها در صنعت راه، مسکن و شهرسازی؛

- اجرای سیاست‌های متخذه و ابلاغی از سوی وزارت راه و شهرسازی در زمینه‌های راه، مسکن و شهرسازی.
این مرکز در ضلع شمال غرب تقاطع بزرگراه حکیم و شیخ فضل‌الله در محله مرزداران شهر تهران واقع است.
در حال حاضر دکتر غزال راهب ریاست آن را بر عهده دارد.